# Alexandre Tormassov
Alexandre Petrovitch Tormassov (en russe : Александр Петрович Тормасов) (1752-1819) est un comte et général de cavalerie russe durant les guerres napoléoniennes.

## Biographie
D'origine noble, Alexandre Tormassov débuta dès l'âge de dix ans comme page à la maison impériale de Russie.
En 1772, il devient lieutenant de l'infanterie de Viatka. En 1775, il devient lieutenant-colonel des chasseurs à cheval de Finlande. En 1782, le prince Grigori Potemkine l'envoie en mission en Crimée.
Il est nommé colonel des régiments de Hussards Dolmatsky, des Hussards de Macédoine puis de la cavalerie légère d'Alexandre. Durant la guerre russo-turque de 1787-1792 il est promu major général. Lors de l'union de la Lituanie et de la Pologne au sein de la république des Deux Nations, Tormassov prit part à la guerre russo-polonaise de 1792 puis contre l'Insurrection de Kościuszko de 1794.
En 1799, l'empereur Paul Ier de Russie, le démit de ses fonctions, comme d'autres officiers et l'emprisonna dans la forteresse de Daugavgrīva près de Riga. Le 16 novembre 1800, il retrouve ses grades militaires. Le 15 septembre 1801, le jour du couronnement de l'empereur Alexandre Ier de Russie, il est nommé général de la cavalerie.
En 1803 il est au service du gouverneur de Kiev, puis de celui de Minsk et en 1807 il est au service de celui de Riga. De 1809 à 1811, il est au service du vice-roi de Géorgie et commandant en chef de la région du Caucase. Lors de la campagne de Russie de 1812 de l'armée napoléonienne, Tormassov est depuis le 25 mars 1812 chef commandant de la troisième armée de l'Ouest et le 12 août 1812 affronte le 7° corps commandé par le général Ebenezer Reynier et une partie du corps autrichien du prince autrichien Charles Philippe Schwarzenberg  à la bataille de Gorodeczna (Gorodetshna), battu, il doit se replier au sud sur Kobrin. 
Après l'arrivée de Pavel Tchitchagov, il entre sous les ordres du général Mikhaïl Koutouzov. Après la mort du général Pierre de Bagration, il commanda la Seconde armée de l'Ouest, puis de l'armée entière. Il se distingua à la Bataille de Maloyaroslavets, ainsi qu'à celle de Krasnoï et à celle de Lützen. En 1814, il fut nommé gouverneur général du gouvernement de Moscou.
Alexandre Petrovitch Tormassov meurt le 13 novembre 1819 à Moscou. 